# Infección urinaria
La infección urinaria (también, infección de vías urinarias [IVU] o infección de tracto urinario [ITU]) es la existencia de sintomatología urinaria asociada a la presencia de microorganismos patógenos en la orina (bacteriuria), y puede consistir en una infección de la uretra, de la vejiga, del riñón o de la próstata. Los síntomas que acompañan a una infección de orina son los que componen el síndrome miccional, y debe tenerse en cuenta que las infecciones de orina también pueden ser asintomáticas. 
Desde el punto de vista microbiológico, cuando se detecta un crecimiento de 100 000 unidades formadoras de colonia por mililitro (UFC/ml) en una muestra de orina bien recogida, puede existir una infección urinaria. Cuando existen síntomas urinarios o piuria se considera ITU con valores mucho menores (hasta 100 ufc/ml). Cuando el recuento de colonias es superior a 10 000 ufc/ml y hay más de dos especies de gérmenes indica contaminación de la muestra. Se considera bacteriuria asintomática cuando, en ausencia de síntomas, hay más de 10 000 ufc/ml de un microorganismo en cultivo puro en dos muestras diferentes.
Ante un síndrome miccional en el que se excluyen otras causas del mismo (vaginitis, uretritis, prostatitis) y se confirma la presencia de leucocitos en orina se puede hacer el diagnóstico de infección urinaria sin necesidad de realizar urocultivo. Las infecciones del tracto urinario pueden ser tratadas con éxito con antibióticos. En casos no complicados, a menudo la enfermedad cede sin medicamentos. La enfermedad no es contagiosa

## Epidemiología
El número de casos nuevos en un año (incidencia) se acerca al 5 % en el sexo femenino en los grupos de menor edad. A mayor edad se eleva alrededor del 20 %. Aunque son infrecuentes las infecciones del tracto urinario en los hombres jóvenes, su riesgo se vuelve similar al de las mujeres con el paso de los años.
Existen tres picos de frecuencia para las infecciones del tracto urinario en la población. Una primera aparición de casos agrupados se encuentra en lactantes y niños pequeños, ya que todavía no reciben tratamiento de posibles malformaciones del tracto urinario. Asimismo, en este grupo de edad se vuelven frecuentes las infecciones con repetición. El segundo pico de frecuencia se encuentra entre las mujeres adultas, probablemente por el aumento en la actividad sexual y una mayor susceptibilidad durante el embarazo. Las personas mayores de ambos sexos, son el tercer grupo con mayor incidencia de la enfermedad. Las razones de ello son el estrechamiento de las vías urinarias por la degeneración relacionada con la edad, tales como la hiperplasia prostática en hombres y trastornos del útero en mujeres.
Las infecciones urinarias son la principal causa de bacteriemia por bacterias Gram negativas.

## Etiología

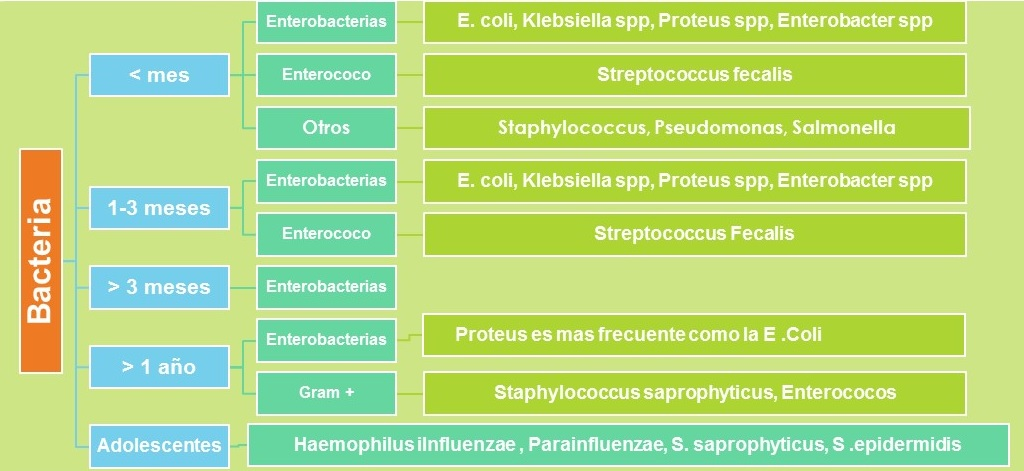
Agente etiológico por grupo etario.

Muchos gérmenes distintos pueden invadir el tracto urinario, pero los microorganismos más frecuentes son los bacilos gramnegativos como:
- Escherichia coli: Provoca el 80 % de las infecciones urinarias agudas en general.
- Proteus y Klebsiella son las bacterias aisladas con más frecuencia en personas con litiasis.
- Enterobacter, Serratia y Pseudomonas.

Entre las bacterias Gram positivas encontramos:
- Staphylococcus saprophyticus.
- Streptococcus agalactiae.
- Enterococcus: Indica infección mixta o patología urinaria orgánica.
- Staphylococcus aureus: Cuando está presente debe descartarse la contaminación urinaria por vía hematógena si el paciente no es portador de sonda urinaria.

Entre los diferentes hongos que pueden causar la enfermedad encontramos:
- Cándida: Es el hongo más frecuente en pacientes con diabetes mellitus, pacientes con  sonda urinaria y pacientes que han recibido tratamiento antibiótico previamente.

## Patogenia

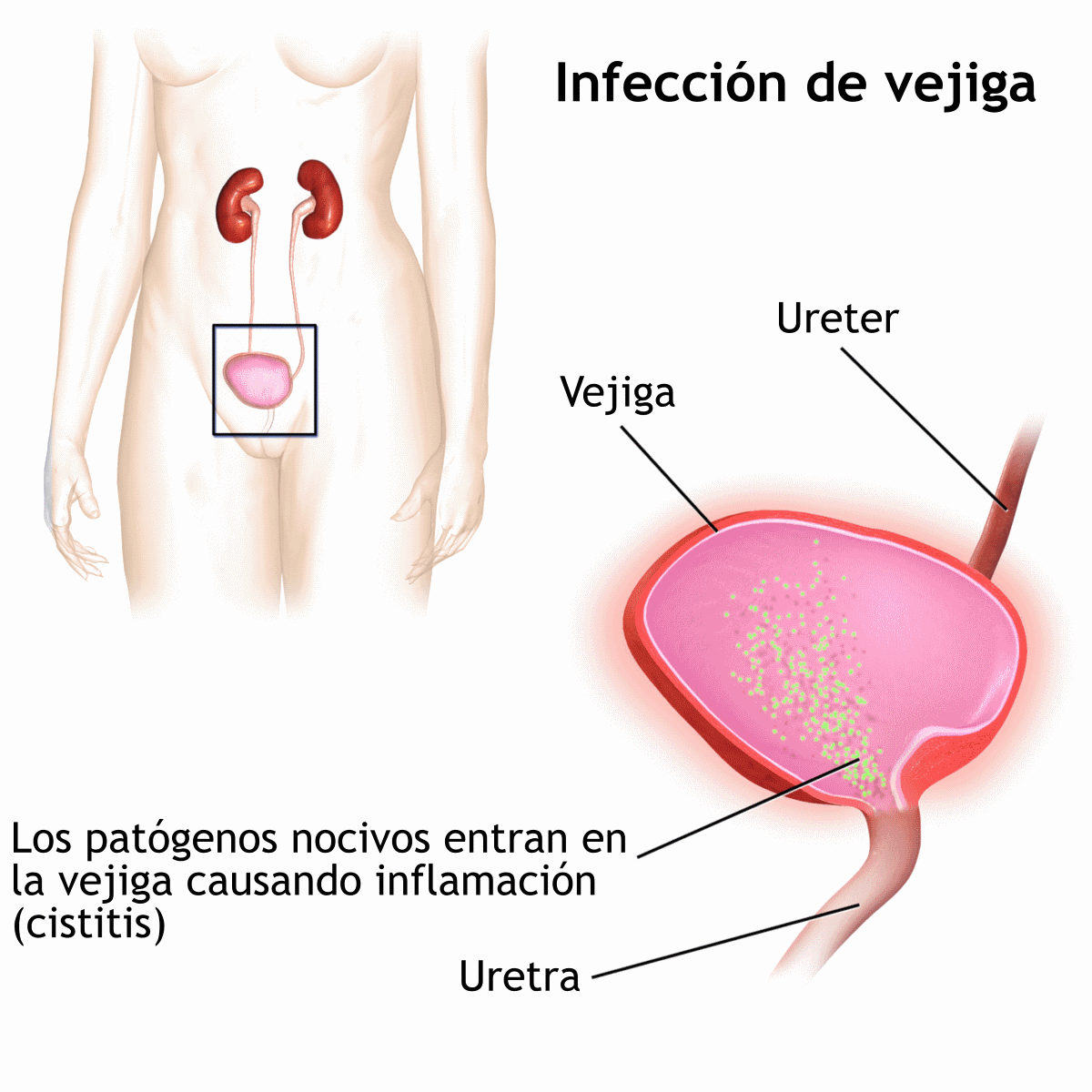

Una infección del tracto urinario se produce en el 95-98 % de casos con aumento de agentes microbianos instalados a través de la uretra. En los demás casos, la infección del tracto urogenital se instala a través del torrente sanguíneo. El agente, generalmente bacterias, en la mayoría de los casos proviene del mismo cuerpo, fundamentalmente de la microbiota intestinal, vía la apertura exterior de la uretra y viajan por la uretra hasta la vejiga, donde se instala una inflamación de la vejiga llamada cistitis. Cuando la colonización asciende en dirección al riñón, puede conducir a la inflamación de la pelvis renal, incluyendo la infección del propio tejido renal (pielonefritis), y, por último, colonización de la sangre (Urosepsis).
Algunos factores que aumentan el riesgo de una ITU incluyen:
- Actividad sexual
- Embarazo
- Obstrucción urinaria
- Disfunción neurógena
- Reflujo vesicoureteral
- Factores genéticos

El agente colonizante debe valerse de elementos propios para superar los mecanismos de defensa del hospedador. Algunos de estos mecanismos de defensa consisten en el flujo de líquido durante la micción, el urotelio o epitelio del tracto urinario, así como los anticuerpos IgA que se encuentran en el urotelio. Esto hace que la vejiga en individuos sanos se mantenga estéril. La orina de por sí es eficaz únicamente frente a unas pocas especies bacterianas y puede incluso promover el crecimiento de muchos tipos de agentes patógenos.
Los factores que afectan la germinación del patógeno durante el ascenso urinario incluyen la formación de una cápsula bacteriana, la producción de hemolisina para la disolución de los glóbulos rojos y la formación de filamentosos pilosos celulares que permiten la fijación de las bacterias a la superficie del tejido de las vías urinarias. La mayor densidad de receptores sensibles a estos pili se encuentra en la entrada de la vagina, la vejiga, uréter y pelvis renal.

## Clasificación
Según la ubicación anatómica y el riesgo de complicaciones:
- Infección Urinaria Alta: Están incluidas las vías urinarias desde la unión ureterovesical ascendiendo hasta el riñón. (Febriles)
- Infección Urinaria Baja: Infecciones comprendidas desde la unión ureterovesical descendiendo hasta la uretra.

(Afebriles, a excepción de la Prostatitis)
Según la localización principal de la infección en el tracto urinario, esta se considera:
- Uretritis: Infección urinaria localizada en la uretra.
- Cistitis: Localizada en la vejiga urinaria.
- Pielonefritis: Localizada en los riñones.
- Prostatitis: Localizada en la próstata.

Según los hallazgos clínicos (tiene la ventaja de dividir a los pacientes en grupos basados en factores clínicos comunes, que influye sobre la morbilidad y el tratamiento):
- Cistitis no complicadas en mujeres jóvenes.
- Cistitis recurrentes en mujeres jóvenes.
- Pielonefritis agudo no complicada en mujeres jóvenes.
- Infección urinaria complicada y sus variedades.
- Infección urinaria asociada a colocación de catéteres.
- Infección urinaria en hombres.
- Bacteriuria asintomática.

## Cuadros clínicos

### Cistitis no complicada en mujeres jóvenes
Las mujeres jóvenes sexualmente activas son quienes tienen un mayor riesgo de infecciones urinarias. Esta propensidad se debe a su anatomía, especialmente a una uretra corta y a factores de conducta, incluyendo el posponer la micción, actividad sexual y el uso de diafragmas y espermicidas que promueven la colonización de bacterias coliformes en el área periuretral. Afortunadamente la mayoría de las ITU en esta población no son complicadas y rara vez se ven asociadas con anormalidades funcionales o anatómicas. En estudios de mujeres que consultan por dolor al orinar y frecuencia urinaria aumentada, al realizar en ellas estudios de pielografía intravenosa y ultrasonido se demostró una muy baja cantidad (tasas menores al 1 %) de anormalidades del tracto urinario. Por lo tanto, no se justifica insistir en planes diagnósticos agresivos en mujeres jóvenes que presentan un episodio de cistitis.
Un estimado de 40 % de mujeres reportan haber tenido una ITU al menos una vez en sus vidas.
Patogenia
La cistitis no complicada se limita a pocos patógenos. Hasta un 90 % de episodios no complicados de cistitis son causados por E. coli y el resto por Staphylococcus saprophyticus coagulasa negativa y otros Enterobacteriaceae y enterococos. Adicionalmente la susceptibilidad antimicrobiana de estos organismos es altamente predecible. La mayoría, hasta un tercio, son resistentes a la ampicilina y sulfonamidas, pero la mayoría, entre 85-95 %, persiste susceptibles al trimetoprim-sulfametoxazol (TMP-SMX) y fluoroquinolonas.

## Diagnóstico
El diagnóstico de una ITU se basaba en cultivos urinarios que presentaban más de 100 mil unidades formadoras de colonias (UFC) por cada mililitro de orina, un valor con gran especificidad para el diagnóstico de una verdadera infección, aun en pacientes asintomática. Sin embargo, en estudios recientes se ha establecido que un tercio o más de los casos de mujeres asintomáticas tenían UFC por debajo al acostumbrado de 100 mil por mililitro. Un contaje de 100 CFU/mil resultó ser un valor altamente predictivo de una cistitis en mujeres asintomáticas. Desafortunadamente, algunos laboratorios clínicos no reportan conteos menores de 10 mil CFU por mil de orina. En vista de ello, las infecciones urinarias causadas por un reducido número de bacterias, muchas veces no llegan a ser detectadas.
En vista del limitado espectro de organismos que causan cistitis no complicada en mujeres jóvenes y que la susceptibilidad de esos organismos es tan predecible, los cultivos de orina y antibiogramas en estos pacientes no añaden información adicional en términos del antibiótico a ser usado en el tratamiento de la infección. Por lo tanto, no se justifican los cultivos de orina como parte de los perfiles rutinarios en estas pacientes.

## Tratamiento
Las opciones de tratamiento en mujeres jóvenes sospechadas o diagnosticadas con cistitis no complicada incluye una dosis de antibioticoterapia o cursos de tres a siete días con antibióticos. El tratamiento por más de siete días, aunque efectivo, se asocia a mayores efectos secundarios por lo que no suele indicarse más; El tratamiento con una sola dosis ofrece la ventaja de costos reducidos, mejor adherencia al tratamiento y una efectividad comparable a otros regímenes. Se ha estudiado el uso de una sola dosis de 3 g de amoxicilina, 400 mg de trimetoprima y TMP-SMX a dosis dos o tres veces más altas de lo usualmente indicado, 800 mg de norfloxacina, 125 mg de ciprofloxacina y 200 mg de ofloxacina, los cuales confirmaron que la terapia con una sola dosis es altamente efectiva en el tratamiento de la cistitis no complicada con tasas de curación que van de 80 a 90 %.
La fosfomicina puede indicarse como dosis única de 3 g para el tratamiento de ITU no complicadas. El medicamento es activo en contra de E. coli, enterococos y Citrobacter, Enterobacter, Klebsiella y Serratia. Las tasas de curación suelen alcanzar el 99 % y puede ser usada en mujeres embarazadas.
El uso de antibióticos en una sola dosis ha perdido preferencia cuando se observó que las pacientes tenían un mayor riesgo de recurrencia en las primeras seis semanas posterior al tratamiento inicial. El riesgo se le atribuye que el antibiótico tomado una sola vez no eliminaba las bacterias gram negativas del recto, la fuente o reservorio de los patógenos causantes de la ITU.
A diferencia del tratamiento con una sola dosis de antibióticos, la terapia por tres días reduce la carga bacteriana del recto y no suele estar asociado a recurrencias. Por lo tanto, el tratamiento por tres días parece ofrecer la combinación más óptima en cuanto a conveniencia, bajo costo, efectividad y menores efectos secundarios en comparación con tratamientos por siete días o más.
La terapia menos costosa suele ser dosis dobles dos veces al día de TMP-SMX por tres días. Otros antibióticos usados por tres días incluyen la nitrofurantoína (100 mg cuatro veces al día), cefadroxilo (500 mg dos veces al día) y amoxicilina (500 mg diarios). Las fluoroquinolonas, 250 mg de ciprofloxacina dos veces al día y 200 mg de ofloxacina dos veces al día, suelen tener menos toxicidad que la trimetropim-sulfa y tienen mejores efectos curativos aunque son más costosas.
Las quinolonas usadas para el tratamiento de cistitis complicada y no complicada incluyen la ciprofloxacina, norfloxacina, ofloxacina, enoxacina, lomefloxacina, esparfloxacina y la levofloxacina. La fluoroquinolona de nueva generación esparfloxacina (400 mg el primer día y luego 200 mg los siguientes dos días) tiene efectos comparables a la ofloxacina o la ciprofloxacina, pero causa fototoxicidad y está asociada a prolongación del intervalo QT.
Las fluoroquinolonas deben ser reservadas para pacientes que no toleran las sulfonamidas o el tripetropim o que tengan una mayor frecuencia de resistencia a estos antibióticos. La duración óptima es por tres días. Las terapias por siete días se consideran en pacientes embarazadas, diabéticas y mujeres con síntomas por más de una semana y, por lo tanto, con una mayor probabilidad de pielonefritis por retardo en el tratamiento.
Bacteriuria asintomática
Aquellos que tienen bacterias en la orina pero no presentan síntomas generalmente no deben ser tratados con antibióticos, ya que se ha demostrado que en grupos de pacientes de mediano y bajo riesgo, la administración de medicamentos no se asocia con un beneficio clínico, pero sí con eventos adversos relacionados con la administración de los medicamentos y con mayores tasas de resistencia antibiótica en infecciones de vías urinarias futuras en los mismos pacientes. Esto incluye a los ancianos y personas que padecen diabetes mellitus, delirios, neutropenia leve o moderada, alteración del vaciado vesical por lesión de médula espinal, o que son receptores de trasplantes renales o portadores de una sonda urinaria. Por estos motivos, actualmente sólo se recomienda realizar tamizaje y tratamiento de la bacteriuria asintomática en mujeres embarazadas, adultos mayores sin sintomatología urinaria pero con bacteriuria y fiebre y otros datos sugestivos de sepsis de origen urinario, personas con neutropenia de alto riesgo, y personas a quienes se les realizarán procedimientos endoscópicos urológicos, con evidencia controversial acerca del beneficio en receptores de trasplantes renales durante el primer mes después del trasplante. El embarazo es una excepción y se recomienda que las mujeres tomen de 4 a 7 días de antibióticos, según el régimen utilizado, ya que si no se trata, provoca que hasta el 30 % de las madres desarrollen pielonefritis y aumenta el riesgo de parto pretérmino, bajo peso al nacer y muerte perinatal.

## Cistitis recurrentes en mujeres jóvenes
La cistitis aguda recurrente puede aparecer hasta en 20 % de mujeres jóvenes. La identificación del organismo causante de episodios de infección recurrente permite distinguir entre una recaída por el mismo organismo o una recurrencia por un organismo diferente a los anteriores, por este motivo es tan importante la realización de un urocultivo. Las infecciones causadas por el mismo microorganismo son, en principio, infecciones urinarias complicadas y requieren cursos más prolongados de antibioticoterapia, así como otras posibles medidas de diagnóstico. Afortunadamente, las estadísticas demuestran que las ITU recurrentes por lo general no se asocian con el mismo organismo. Estas infecciones tampoco suelen ser causadas por anomalías anatómicas y en la mayoría de los casos no requieren extensas medidas genitourinarias diagnósticas.
Las pacientes con más de tres infecciones urinarias documentadas por cultivo urinario en el último año, suelen ser manejadas por una de tres medidas preventivas:
1. Tratamiento con un curso de cinco a siete días con el antibiótico de costumbre
2. Profilaxis post-coital con media dosis de trimetropim-sulfa de doble fuerza (40/200 mg) si se ha determinado que la ITU se relaciona con la actividad sexual
3. Profilaxis continua por seis meses con uno de los siguientes:
  1. Trimetoprim-sulfametoxazol, media tableta de 40/200 mg diarios
  2. Nitrofurantoína, 50 a 100 mg diarios. Recientemente la AEMyPS ha contraindicado el uso de nitrofurantoina en profilaxis debido al riego de reacciones adversas graves, especialmente pulmonares (fibrosis, neumonitis intersticial) o hepáticas (hepatitis citolítica, hepatitis colestásica, hepatitis crónica, cirrosis)Alerta nitrofurantoina profilaxis.
  3. Norfloxacina, 200 mg diarios
  4. Cefalexina, 250 mg

Se ha demostrado que cada uno de los anteriores disminuye la morbilidad de ITU recurrentes sin un aumento concomitante en la resistencia a estos antibióticos.

### Infecciones urinarias complicadas
Las infecciones urinarias complicadas son aquellas que se presentan en cualquiera de las siguientes situaciones:
- Embarazo.
- Trastornos estructurales o funcionales del tracto urinario, incluyendo malformaciones, procesos obstructivos como tumores de próstata y prolapsos genitales.
- Diabetes mellitus.
- Inmunosupresión, cualquier estado fisiopatológico en donde haya una disminución de las defensas como en el caso de tratamientos oncológicos, neutropenia, esplenectomía, SIDA, ancianos.
- Manipulación urológica reciente.
- Síntomas de más de una semana de evolución o cuando se aíslan gérmenes resistentes o atípicos como la Pseudomonas; E. coli resistentes a antibioticoterapia convencional.
- Enfermedad médica subyacente como cardiopatías o enfermedad respiratoria crónica.

## Prevención
Durante muchos años, los productos elaborados con arándanos se han utilizado ampliamente para prevenir infecciones del tracto urinario, ya que contienen proantocianidinas (PAC) que evitan que la bacteria Escherichia coli p‐fimbriada se adhiera a las células de revestimiento de la vejiga.
De acuerdo con una revisión sistemática Cochrane, los productos hechos con arándanos pueden ser beneficiosos para prevenir infecciones urinarias recurrentes en mujeres, niños con infecciones urinarias y personas que han tenido una intervención en la vejiga. Sin embargo, no hay suficiente evidencia para respaldar su uso en ancianos, pacientes con problemas de vaciado vesical o mujeres embarazadas.